# 坪頂站
24°11′10″N 120°35′07″E / 24.18611°N 120.58528°E
坪頂站是位於臺灣臺中市龍井區的臺灣大道幹線公車站。2014年7月27日啟用時，為台中BRT藍線車站，2015年7月8日轉型為臺灣大道幹線公車站。

## 車站歷史
- 2014年7月27日：正式啟用。
- 2015年6月11日：拆除第二月台欄杆。
- 2015年7月8日：臺中市快捷巴士系統廢除後，原藍線車站改為臺中市公車臺灣大道幹線的公車站，有臺中市公車300路、301路、302路、303路、304路、305路、306路、307路、308路停靠本站。[1]
- 2017年5月26日：增停機場接駁公車A2路。[2]
- 2017年7月7日：增停309路公車。[3] [4]

## 車站概要
車站位於臺灣大道五段與遊園南、北路口交界地面，於2014年7月27日正式啟用。車站分為兩座地面車站，與BRT專用車道同建於臺灣大道五段兩側的快、慢車道之間，設置雙向出口，西行月台位於遊園路口東側，東行月台位於遊園南、北路口西側。站名取自當地地名「坪頂」，意指大肚山的山頂。本站是臺中BRT藍線各站之中標高最高者。
本站至鄰站正英路站距離為3公里，是臺中市快捷巴士系統中，兩站間最遠的區間，行車時間約需4~8分鐘。

## 車站停靠路線

### 公車路線
| 路線編號 | 路線類型 | 營運區間                                                    | 經營業者                   | 備註 |
| -------- | -------- | ----------------------------------------------------------- | -------------------------- | --- |
| 300      | 主線     | 靜宜大學－臺中火車站(A月臺)－靜宜大學                       | 統聯客運 台中客運 巨業交通 | 原台中BRT藍線 市區幹線公車 臺灣大道幹線 全線配置宇通ZK6180HG雙節低底盤無障礙公車；車輛配置：一車5機 |
| 301      | 主線     | 新民高中 - 靜宜大學                                         | 統聯客運                   | 原86路（龍井停車場－新民高中） 部分配置金龍KL6112UE1低底盤無障礙電動客車；配置一車雙機 |
| 302      | 主線     | 台中公園 - 臺中國際機場                                     | 中台灣客運                 | 原150路-2013（臺中航空站－台中公園） 新幹線公車 機場線 302路 部分配置金龍KL6112UE1低底盤無障礙電動客車；配置一車雙機                                                                                                 |
| 302      | 延       | 台中公園 - 嘉陽高中                                         | 中台灣客運                 | 部分配置金龍KL6112UE1低底盤無障礙電動客車；配置一車雙機 |
| 303      | 主線     | 新民高中 - 大勇四維東路口                                   | 統聯客運                   | 原83路（沙鹿－新民高中） 部分配置金龍KL6112UE1低底盤無障礙電動客車；配置一車雙機 |
| 304      | 主線     | 新民高中 - 港區藝術中心                                     | 台中客運                   | 原88路（新民高中－沙鹿） 全線配置華德RACE700低底盤無障礙電動客車；配置一車雙機 |
| 305      | 主線     | 大甲－臺中火車站(臺灣大道)                                  | 巨業交通                   | 原168路（巨業臺中站－大甲） 全線配置華德RACE700低底盤無障礙電動客車；配置一車雙機 |
| 305      | E        | 大甲－臺中火車站(臺灣大道)                                  | 巨業交通                   | 為單向行駛路線。 全線配置華德RACE700低底盤無障礙電動客車；配置一車雙機 |
| 305      | W        | 臺中火車站(臺灣大道)→大甲                                   | 巨業交通                   | 為單向行駛路線。 全線配置華德RACE700低底盤無障礙電動客車；配置一車雙機 |
| 305      | 區       | 沙鹿－大甲                                                  | 巨業交通                   | 單向行駛，為尖峰時刻部分路線增開班次，例假日及寒暑假停駛。 全線配置華德RACE700低底盤無障礙電動客車；配置一車雙機 |
| 306      | 主線     | 清水－梧棲－臺中火車站(臺灣大道)                            | 巨業交通                   | 原169路（巨業臺中站－梧棲－清水） 全線低底盤無障礙公車；車輛配置一車三機；站名附客語報站 |
| 306      | W        | 臺中火車站(臺灣大道)→梧棲→清水                              | 巨業交通                   | 為單向行駛路線。 |
| 306      | E        | 清水－梧棲－臺中火車站(臺灣大道)                            | 巨業交通                   | 為單向行駛路線。 |
| 306      | 區1      | 靜宜大學 - 清水                                             | 巨業交通                   | 為尖峰時刻部分路線增開班次，例假日及寒暑假停駛。 |
| 306      | 區2      | 巨業沙鹿站 -清水                                            | 巨業交通                   | 為單向行駛路線，為尖峰時刻部分路線增開班次，例假日及寒暑假停駛。 |
| 306      | 繞       | 清水－梧棲－臺中火車站(臺灣大道)                            | 巨業交通                   | |
| 307      | 主線     | 新民高中－梧棲觀光漁港                                      | 台中客運                   | 原57路（新民高中－梧棲觀光漁港） 新幹線公車 中港線 307路 部分配置柴油低底盤無障礙公車；車輛配置一車三機 部分配置鴻華Model T 低底盤無障礙電動客車；配置一車雙機 部分配置華德RACE700低底盤無障礙電動客車；配置一車雙機 |
| 307      | 副       | 臺中火車站(臺灣大道) - 八德東大勇路口                       | 台中客運                   | 部分配置鴻華Model T 低底盤無障礙電動客車；配置一車雙機 |
| 308      | 主線     | 新民高中－臺中港旅客服務中心－關連工業區                    | 統聯客運                   | 原87路（新民高中－臺中港港務大樓－關連工業區） 部分配置金龍KL6112UE1低底盤無障礙電動客車；配置一車雙機 |
| 308      | 副       | 新民高中 - 梧棲 - 大勇四維東路口                            | 統聯客運                   | 部分配置金龍KL6112UE1低底盤無障礙電動客車；配置一車雙機 |
| 308      | 副繞     | 新民高中 - 臺中港務大樓 - 大勇四維東路口                    | 統聯客運                   | 部分配置金龍KL6112UE1低底盤無障礙電動客車；配置一車雙機 |
| 309      | 主線     | 高美濕地↔臺中火車站(A月臺)                                  | 統聯客運 台中客運 巨業交通 | 台中觀光公車 高美線 309路 全線配置宇通ZK6180HG雙節低底盤無障礙公車；車輛配置：一車5機 |
| 309      | 區       | 靜宜大學 → 臺中火車站(A月臺) →高美濕地                      | 統聯客運 台中客運 巨業交通 | 台中觀光公車 高美線 309路 全線配置宇通ZK6180HG雙節低底盤無障礙公車；車輛配置：一車5機 |
| 310      | 主線     | 臺中港旅客服務中心 ↔ 臺中火車站(A月臺) ↔ 臺中港旅客服務中心 | 統聯客運 台中客運 巨業交通 | 全線配置宇通ZK6180HG雙節低底盤無障礙公車；車輛配置：一車5機 |
| 310      | 區1      | 靜宜大學 → 臺中火車站(A月臺) → 臺中港旅客服務中心           | 統聯客運 台中客運 巨業交通 | 全線配置宇通ZK6180HG雙節低底盤無障礙公車；車輛配置：一車5機 |
| 310      | 區2      | 臺中港旅客服務中心 → 臺中火車站(A月臺) → 靜宜大學           | 統聯客運 台中客運 巨業交通 | 全線配置宇通ZK6180HG雙節低底盤無障礙公車；車輛配置：一車5機 |
| 658      | 主線     | 惠文高中(惠中路) ↔ 大安區公所 ↔ 大安海濱公園                | 中台灣客運                 | 配置金龍KINGLONG KL6120UH3柴油公車；配置一車一機 |
| 658      | 副       | 惠文高中(惠中路) ↔ 大安國中 ↔ 大安海濱公園                  | 中台灣客運                 | 配置金龍KINGLONG KL6120UH3柴油公車；配置一車一機 |

## 車站結構

### 車站車道配置
| 慢車道           | 臺灣大道五段                      |
| 側式月台（西行） |                                   |
| 公車專用車道     | ← 駛往靜宜大學方向（正英路）      |
| 快車道           | 臺灣大道五段                      |
| 快車道           | 臺灣大道五段                      |
| 公車專用車道     | →駛往臺中火車站方向（東海別墅） → |
| 側式月台（東行） |                                   |
| 慢車道           | 臺灣大道五段                      |

### 車站出入口
坪頂站為兩座地面車站，單向共1處出口，雙向共2處。
- 東行站（往臺中火車站方向）出口設置位置：臺灣大道五段遊園南路口。
- 西行站（往靜宜大學方向）出口設置位置：臺灣大道五段遊園北路口。

## 慢車道公車轉乘資訊
- 坪頂：28、60、68（主、延、繞、延繞）、325、326、659

## 腳註
1. ↑  公共運輸處於6月18日公佈優化公車專用道9條公車路線圖 （页面存档备份，存于），臺中市交通局，2015-06-22
2. ↑  .   [2017-07-09]. （原始内容存档于2017-07-03）.
3. ↑  .   [2017-07-09]. （原始内容存档于2017-07-07）.
4. ↑  .   [2017-07-09]. （原始内容存档于2017-07-20）.
5. ↑  . 聯合報. 2014-07-27  [2014-08-27]. （原始内容存档于2014-07-27） （中文（臺灣））.
6. ↑  . 技師好康報. 2013年9月5日  [2014-08-30]. （原始内容存档于2014-09-03） （中文（臺灣））.
7. ↑  . 四箴國中.   [2014-08-30]. （原始内容存档于2014-09-03） （中文（臺灣））.